# Speichermedienvergütung
Die Speichermedienvergütung (früher Leerkassettenvergütung, auch Urheberrechtsabgabe) ist die in Österreich gesetzlich verordnete Abgabe auf Speichermedien, die zur Aufzeichnung urheberrechtlich geschützter Werke genutzt werden können. Das eingehobene Geld wird an die unterschiedlichen österreichischen Verwertungsgesellschaften verteilt und als finanzieller Ausgleich für die durch Privatkopien entgangenen Gewinne an die Urheber verteilt. Ein Teil des Geldes wird auch an einen Sozialfond für Urheber (SKE-Fond) ausgeschüttet (§ 42 Abs. 5–7 Österr. UrhG). Die Speichermedienvergütung ist damit das österreichische Pendant zur deutschen Pauschalabgabe.

## Die Geschichte der Leerkassettenvergütung und Speichermedienvergütung
In den 1960er und 1970er Jahren verbreitete sich der Kassettenrekorder in den Haushalten der Bevölkerung und ermöglichte das (zumindest für damalige Begriffe) unkomplizierte und kostengünstige Kopieren von Musik. Die damalige Regelung, die auf den wirtschaftlichen und technischen Gegebenheiten des Jahres 1936 beruhte, gewährte jedoch den Urhebern und Leistungsschutzberechtigten keine Beteiligung an dem durch die moderne Technik ermöglichten wirtschaftlichen Ertrag aus der Vervielfältigung zum eigenen Gebrauch. Während einerseits die Leerkassettenhersteller von der Kopierfreudigkeit der Menschen und somit indirekt wohl auch von deren Musikliebhaberei profitierten, sahen sich jene, die die Rechte an der Musik besaßen wirtschaftliche Einbußen gegenüber. Mit der Urhebergesetz-Novelle 1980 trug der Gesetzgeber diesem Umstand Rechnung, indem er die Leerkassettenvergütung in das UrhG einfügte (§ 42 Abs. 5–7 UrhG). Österreich war damit das erste Land der Welt, welches eine Vergütung auf unbespieltes Trägermaterial verwirklichte. Darüber hinaus war es neben Deutschland – das damals bereits eine Geräteabgabe im UrhG verankert hatte – das zweite Land, das überhaupt eine praktikable Lösung der Vervielfältigung zum eigenen Gebrauch vorsah. Artikel 2 der Urheberrechts-Novelle 2015 ersetzt im Verwertungsgesellschaftengesetz 2006 den Begriff Leerkassettenvergütung durch den Begriff Speichermedienvergütung (BGBl. I Nr. 99/2015).

## Die Einhebung der Speichermedienvergütung
Der ursprüngliche Name „Leerkassettenvergütung“ hat sich über die Jahre gehalten, obgleich Leerkassetten dieser Tage nur noch vergleichsweise selten Anwendung finden. Die Liste jener Leermedien, auf die die Abgabe eingehoben wird, wurde jedoch entsprechend den technologischen Neuentwicklungen angepasst. Nunmehr umfasst diese Liste folgende Medien: Audio- und Videoleerkassetten, DAT, MiniDisc, CD-R/-RW Data, CD-R/-RW Audio, Kamerakassetten, bespielbare DVD, integrierte und wechselbare MP3-Speicher Festplatten in MP3-Jukeboxes, Festplatten in bzw. für DVD-Recorder, Sat-Receiver u. a. UE-Geräten, USB-Sticks, Festplatten für Desktop Computer, Festplatten für mobile(n) Computer(n), Notebooks, Tablets u. a., Externe Festplatten, Externe Multimedia-Festplatten.
Ob die für die Einhebung der Abgabe zuständige Verwertungsgesellschaft Austro Mechana berechtigt ist, die Abgabe auch auf Festplattenlaufwerke einzuheben, ist strittig. Der Rechtsstreit zwischen Rechteinhabern und Festplattenherstellern ist noch nicht vollständig geklärt. Zuletzt hat ein Urteil des österreichischen OGH bestätigt, dass multifunktionale Speichermedien vergütungspflichtig sind, wenn durch die Kopien ein nicht nur geringfügiger Schaden für die Rechteinhaber entsteht. Die Rechteinhaber sehen sich durch dieses Urteil bestätigt. Der Handel hebt nach Angaben der Verwertungsgesellschaften die Vergütung zum Teil vorsorglich bereits seit 2010 ein, leitet diese Einnahmen jedoch nicht an diese weiter.
Um nicht den vergleichsweise hohen Aufwand betreiben zu müssen, die Abgabe von Konsumenten oder Einzelhändlern eintreiben zu müssen, hat der Gesetzgeber bestimmt, dass die Vergütung derjenige zu leisten hat, der das unbespielte Trägermaterial vom Inland oder vom Ausland aus als erster in Österreich verkauft. Dies ist in der Regel der Importeur, im Falle einer inländischen Produktion ist es der Hersteller. Letztlich zahlt jedoch der Konsument im Rahmen des Gesamtpreises die Speichermedienvergütung.

## Die Verteilung der Speichermedienvergütung
Die Austro-Mechana hebt die Abgabe von den Importeuren/Herstellern ein und verteilt die Einnahmen dann nach einem festgelegten Schlüssel an alle an der Leerkassettenabgabe beteiligten Verwertungsgesellschaften. Die beteiligten Verwertungsgesellschaften sind:
- Austro Mechana: Zuständig für die mechanischen (d. h. auf Tonträger bezogenen) Rechte von Komponisten, Textautoren und Musikverlegern.
- LSG: Zuständig für die Rechte von Interpreten und Produzenten von Tonträgern und Musikvideos.
- Literar-Mechana: Zuständig für die Rechte an Sprachwerken.
- VAM, VdFS: Zuständig v. a. für Rechte von Filmschaffenden.
- BILDRECHT: Zuständig für bildende Kunst, Fotografie, Grafik und Design, Architektur, Choreografie.
- VGR: Zuständig für die Rechte von Rundfunkunternehmern.[3]